# Veulettes-sur-Mer

Veulettes-sur-Mer este o comună în departamentul Seine-Maritime, Franța. În 1 ianuarie 2022 avea o populație de 280 de locuitori.